# Trần Văn Giàu
Trần Văn Giàu (* 1911 in Châu Thành, Long An; † 2010 in Ho-Chi-Minh-Stadt) war ein vietnamesischer Politiker und Historiker. Er führte im Rahmen der Augustrevolution die Aktivitäten der Viet Minh in Cochinchina an. Nach dem Ende seiner politischen Karriere wurde er Historiker.

## Leben
Tran Van Giau wurde in Frankreich ausgebildet. Dort kam er in Kontakt mit radikalen kommunistischen Kreisen. Er war einer von mehreren Dutzend Vietnamesen, die in Moskau in kommunistischer Ideologie geschult wurden. Nach zweijähriger Ausbildung wurde er nach Französisch-Indochina geschickt, um beim Aufbau der Kommunistischen Partei Indochinas mitzuwirken. Tran Van Giau war dabei in führender Position innerhalb des Parteiapparats in Cochinchina eingesetzt. 1935 wurde er von den Franzosen verhaftet und in Paulo Condore inhaftiert.
Nach dem Zusammenbruch der französischen Kolonialherrschaft im Zuge der Operation Meigo Sakusen 1945 führte Tran Van Giau als Vorsitzender des Provisorischen Revolutionären Komitees die Aktivitäten der Viet Minh im Süden an. Er vertrat einen Konfrontationskurs gegen die wiedererstarkende Kolonialherrschaft, der er mit einer ländlichen Guerilla entgegentreten wollte. Er geriet in Konflikt mit dem Parteiideologen Trường Chinh, der ihn für undiszipliniert und unbedacht handelnd hielt. Ab 1949 geriet Tran Van Giau politisch ins Hintertreffen und verlor seinen Ministerposten. Er betätigte sich als Historiker und veröffentlichte Standardwerke im Sinne der Parteilinie zur Augustrevolution 1945.